# Lando Landucci
Lando Landucci (Sansepolcro, 2 giugno 1855 – Firenze, 7 gennaio 1937) è stato un giurista e politico italiano.
Fu Deputato in quattro legislature (XXI, XXII, XXIII, XXIV) dal 1901 al 1913, sempre per il collegio di Arezzo; nel 1934 venne nominato Senatore.
Sposò Adelina Serafini, figlia del senatore Filippo Serafini.

## La vita
Nato a Sansepolcro il 2 giugno 1855, Landucci compì gli studi secondari ad Arezzo, laureandosi poi in giurisprudenza a Pisa il 12 luglio 1877. Dopo due anni di insegnamento nella libera Università di Urbino, si trasferì a Padova, come docente di Istituzioni di Diritto Romano.
Da un punto di vista politico, visse una prima esperienza come consigliere provinciale di Arezzo per il mandamento di Pieve Santo Stefano. Dal 1900 fu deputato liberale per il collegio di Arezzo per quattro legislature, fino al 1919.
L'archivio del Seminario Vescovile di Sansepolcro conserva un documento che attesta l'appoggio di cui godeva Landucci in ambito cattolico. Nell'ottobre 1916 il vescovo di Arezzo, Giovanni Volpi, comunicò in modo riservato al vescovo Pompeo Ghezzi di Sansepolcro la decisione della “autorità competente” di autorizzare i cattolici a votare Landucci: “Da quanto mi ha riferito V. S. circa la situazione del Collegio elettorale di Arezzo, sembra che si verifichino le note condizioni alle quali la Santa sede suole subordinare la deroga del non expedit. Il S. Padre rimette quindi al prudente giudizio di V. S., conferendole all'uopo le opportune facoltà, l'accordare ai cattolici il permesso di votare per il Sig. Landucci, mantenendo per altro nel più assoluto riserbo l'intervento della Santa Sede”. Già il 25 aprile 1914 i parroci della città di Sansepolcro e del suburbio avevano inviato al Landucci, oltre che al presidente del consiglio dei ministri, una lettera di protesta contro la progettata legge di precedenza del matrimonio civile su quello religioso.
Convinto interventista, seguì Luigi Federzoni nel Fascio Parlamentare di Difesa Nazionale. Dopo la guerra avrebbe aderito al fascismo, che nel 1934 lo gratificò con la nomina a senatore. Morì il l7 gennaio 1937.

## Opere
- Le obbligazioni in solido (1880)
- Storia del diritto romano (1885)
- Le servitù personali (1920)
- I quasi contratti (1921)
- Lezioni di diritto romano: successioni ereditarie (1930)

## Onorificenze
- Cavaliere dell'ordine della Corona d'Italia, dal 21 giugno 1885
- Cavaliere ufficiale dell'ordine della Corona d'Italia, dal 3 giugno 1900
- Commendatore dell'ordine della Corona d'Italia, dal 9 febbraio 1902
- Grande ufficiale dell'ordine della Corona d'Italia, dal 2 giugno 1915
- Cavaliere dell'ordine dei Santi Maurizio e Lazzaro, dal 18 gennaio 1891
- Commendatore dell'ordine dei Santi Maurizio e Lazzaro, dal 28 dicembre 1905
- Grande ufficiale dell'ordine dei Santi Maurizio e Lazzaro, dal 29 dicembre 1930
- Istituto veneto di scienze, lettere ed arti, di cui fu presidente dal 1932 al 1934